# Vintersorg
A Vintersorg (fonetikusan: [²vɪnːtɛˌʂɔrj], jelentése: „téli bánat”) svéd black/folk/progresszív metal együttes. 1994-ben alakultak Skellefteåban. Első nagylemezüket 1998-ban jelentették meg. Főleg svéd nyelven énekelnek. Lemezeiket a Napalm Records és a SPV GmbH kiadó jelenteti meg. Pályafutásuk elején még "Vargatron" (Farkasok trónja) néven tevékenykedtek. Vintersorg 1995-ben új együttest alapított, Otyg néven.

## Tagok
- Vintersorg (Andreas Hedlund) - zeneszerzés, ének, gitár, billentyűk, programozás (1994-)

- Mattias Marklund - gitár (1994-)

## Diszkográfia
Stúdióalbumok
- Till fjälls (1998)
- Ödemarkens son (1999)
- Cosmic Genesis (2000)
- Visions from the Spiral Generator (2002)
- The Focusing Blur (2004)
- Solens rötter (2007)
- Jordpuls (2011)
- Orkan (2012)
- Naturbål (2014)
- Till fjälls, Del II (2017)